# Oceano Pacífico (RFM)
Oceano Pacífico é um programa de rádio português, transmitido nas noites da RFM, desde 1987, tendo estreado na Rádio Renascença em 1984. Teve como apresentadores míticos João Chaves e Marcos André, e é atualmente apresentado por Ana Colaço.
O programa é caracterizado pela emissão de músicas de cariz mais calmo, tendo em conta a hora de emissão (22h-1h). Esse conceito foi transferido para a internet, onde existe uma rádio online, a RFM Oceano Pacífico, que emite 24 horas de música calma.
O programa também foi responsável pela edição de discos, contendo algumas das músicas mais transmitidas no programa. O primeiro disco, lançado em 2000, foi “Disco de Platina” (mais de 60 mil exemplares vendidos), assim como os de 2002 e de 2005. O de 2003, chegou a "Disco de Ouro".
Desde 2022, o programa tem presença no Metaverso, que permite viver as emissões da rádio através do site.